# بخش کامشکیرسکی
بخش کامشکیرسکی (به لاتین: Kameshkirsky District) یک منطقهٔ مسکونی در روسیه است که در استان پنزا واقع شده‌است.